# Wolfgang Martin
Wolfgang Martin (* 1952 in Luckenwalde) ist ein deutscher Journalist.

## Leben
Wolfgang Martin studierte nach dem Abitur zunächst zwei Semester Journalistik in Leipzig. Er arbeitete als DJ/Discjockey und freier Autor, bevor er ab 1976 Redakteur und Moderator in der Redaktion Jugendmusik von Stimme der DDR wurde. Ab 1982 war er Redaktionsleiter, 1986 wurde er Leiter der Musikredaktion des DT 64. Ab 1992 war er beim heutigen Rundfunk Berlin Brandenburg tätig. Von 2003 bis zu seiner Pensionierung 2018 war er Musikchef bei Antenne Brandenburg.
Martin widmet sich als Autor vor allem der ostdeutschen Rockmusik und der Geschichte der Jugendprogramme im Rundfunk der ehemaligen DDR.

## Werke
- Maschine. (mit Dieter Birr), Berlin 2014, ISBN 978-3-355-01818-0.
- Sagte mal ein Dichter: Holger Biege. Biografie. Reichenbach 2019, ISBN 978-3-95958-191-2.
- Wie die Westmusik ins Ostradio kam: Radiogeschichten von DT64 bis »Beatkiste«. Reichenbach 2020, ISBN 978-3-95958-253-7.
- Paradiesvögel fängt man nicht ein – Hommage an Tamara Danz. Reichenbach 2021, ISBN 978-3-95958-283-4.
- Schluss mit dem Yeah, Yeah, Yeah? – Die Beatles und die DDR. Berlin 2023, ISBN 978-3-95958-360-2.